# Don’t Lose My Number
Don’t Lose My Number – singel z trzeciej solowej płyty Phila Collinsa – No Jacket Required. Piosenka jest adresowana do kobiety imieniem Billie, którą śpiewający chciałby odnaleźć (i ma nadzieje, że Billie nie zgubiła jego numeru telefonu). Utwór dotarł na 4. miejsce amerykańskiej listy przebojów, w Wielkiej Brytanii nie został wydany.